# Muros (Comarca)
Die Comarca Muros ist eine Verwaltungseinheit Galiciens. Die Fläche von 143,81 km² entspricht 0,47 % der Fläche Galiciens.

## Gemeinden
| Gemeinde      | Einwohner (2024) | Fläche km² | Dichte Einw./km² | Cod INE | Postleitzahl |
| ------------- | ---------------- | ---------- | ---------------- | ------- | ------------ |
| Carnota       | 3.800            | 70,90      | 54               | 15020   | 15293        |
| Muros         | 8.184            | 72,91      | 112              | 15053   | 15250        |
| Comarca Muros | 11.984           | 143,81     | 83               | –       | –            |